# 公営住宅法
公営住宅法（こうえいじゅうたくほう、昭和26年6月4日法律第193号）は、国および地方公共団体が協力して、健康で文化的な生活を営むに足りる住宅を建設し、これを住宅に困窮する低額所得者に対して低廉な家賃で賃貸することにより、国民生活の安定と社会福祉の増進に寄与することに関する日本の法律である。
1951年（昭和26年）6月4日制定、7月1日施行された。
日本国憲法25条で保障された生存権を、「衣食住」の「住」を供給することにより具体的に実現することを目的とし、公営住宅整備の根拠となる法律である。

## 主務官庁
- 国土交通省住宅局住宅総合整備課[2][3]

## 審議
本法案は1951年（昭和26年）5月14日、開会中の第10通常国会に後の第64代内閣総理大臣田中角栄外16名の連名による発起のもと、衆議院に提出された。
公営住宅法案（衆法第51号）は衆議院建設委員会第20号として翌5月15日に審議入り。委員長代理理事内海安吉の司会のもと角栄が提案理由及び要旨を説明した。この席で角栄は公営住宅法を恒久的な国の政策として確立させる事が目的だと前置きした上で法案内部各条項を説明した。この時の議事録は2025年現在でも全文テキストファイルで読む事が出来る
第10回国会で成立した公営住宅法（1951年6月4日法律第193号）は下記のＵＲＬで全文テキストファイルで読む事が出来る。附則で同年7月1日から施行するとされた。
https://www.shugiin.go.jp/internet/itdb_housei.nsf/html/houritsu/01019510604193.htm

## 構成
- 第一章　総則（第1条 - 第4条）
- 第二章　公営住宅の整備（第5条 - 第14条）
- 第三章　公営住宅の管理（第15条 - 第34条）
- 第四章　公営住宅建替事業（第35条 - 第43条）
- 第五章　補則（第44条 - 第54条）
- 附則